# Нели Чунчукова
Нели Чунчукова е българска актриса, певица и модел.

## Биография
Нели Георгиева Чунчукова е родена в град Пазарджик. Още от ранна детска възраст тя е свързана с различни артистични изяви. Нели е солист в училищния хор и участник в различни танцови групи. На 18 години печели два конкурса за красота, единият от които е „Мис Пазарджик“. След това се премества в София, където печели конкурс за модели и подписва договор с известна модна агенция. Работи успешно като модел в Милано, Париж, Китай и Индия. Участва в представяне на бельото Victoria’s secret в Китай. Работи и с други световноизвестни марки като Triumph, Givenchy, Forever New clothes, GUESS, Pepe Jeans, Mango, H&M, Beach Bunny, Zara, Gap.
Снима се в някои от най-успешните български сериали: „Откраднат живот“ (пациентка нимфоманка) и „Пътят на честта“ (Веска)... Също така е и дубльор на Мила Йовович в Hellboy 4. Появява се и в Rambo: Last Blood, където играе отвлечено момиче.
През 2020 снима филма „Нарисувай ме“, където освен че играе главната роля, е и сценарист. Филмът е избран за три филмови фестивала. Участва в сериала „Аз и моите жени“ (медицинска сестра) и „Съни Бийч 2“ (шведка).
През 2023 Нели създава песента "I Am Coming", а през 2024 излиза и  втората песен написана от нея, наречена "My Time". През 2025 излиза песента "Without Me".
Освен български език, Нели владее още английски, италиански, френски, немски, руски и арабски.

## Филмография
- „Откраднат живот“ (2018)
- „Пътят на честта“ (2019)
- „Нарисувай ме“ (2020)
- „Аз и моите жени“ (2022)
- „Съни Бийч 2“ (2022)
- „Клетката“ (2023)